# Деев, Сергей Михайлович
Серге́й Миха́йлович Де́ев (род. 16 сентября 1951, Москва) — советский и российский микробиолог, иммунолог, академик РАН (2019), лауреат премии имени И. И. Мечникова (2014), премии имени М. М. Шемякина (2016).

## Биография
Родился 16 сентября 1951 года в Москве. В 1973 году окончил химический факультет МГУ.
В 1977 году защитил кандидатскую диссертацию, тема: «Изучение функциональной топографии аспартатаминотрансферазы методом химической модификации».
В 1990 году защитил докторскую диссертацию «Гены иммуноглобулинов. Строение и перегруппировки». В 2000 году присвоено учёное звание профессора.
С 1973 по 2000 годы работал в Институте молекулярной биологии имени В. А. Энгельгардта, где прошёл путь от аспиранта до заведующего Лабораторией инженерии антител.
C 2000 года — руководитель Лаборатории молекулярной иммунологии Института биоорганической химии (ИБХ) имени академиков М. М. Шемякина и Ю. А. Овчинникова РАН.
29 мая 2008 года избран членом-корреспондентом РАН по Отделению нанотехнологий и информационных технологий (нанобиотехнология). Заместитель председателя экспертного совета ВАК РФ по биологическим наукам (с 2013).
В 2019 году избран академиком РАН.

## Научная и общественная деятельность
Специалист в области молекулярной биологии, молекулярной генетики, иммунологии, нанобиотехнологии.
Сфера научной деятельности: создание генно-инженерных антител с заранее заданными свойствами, в том числе полноразмерных «очеловеченных» антител и мини-антител.
Получил ряд наноантител к маркерам раковых клеток и предложил новый принцип создания мультивалентных наноантител на основе белков барназа-барстар — «молекулярный конструктор».
Сконструированы гибридные биосовместимые производные наноантител с полупроводниковыми флуоресцентными нанокристаллами (квантовыми точками), нанозолотом, радионуклидами, токсинами. Эти бифункциональные наноструктуры распознают опухолевые клетки и несут агенты для их визуализации и/или деградации.
Член редколлегии журнала «Биоорганическая химия»; докторских диссертационных советов при ИБХ РАН и Института биологии гена РАН, член Академии Европы (2007).
Автор 135 научных работ, в том числе 6 патентов.

## Награды
- Премия имени И. И. Мечникова (2014) — за серию работ «Рекомбинантные антитела и их производные для направленного воздействия на опухолевые клетки».
- Премия имени М. М. Шемякина (2016) — за цикл работ «Супрамолекулярные агенты для тераностики».
- Медаль ордена «За заслуги перед Отечеством» II степени (3 мая 2018) — за большой вклад в развитие науки и многолетнюю добросовестную работу[3].
- Орден Дружбы (5 февраля 2024) — за большой вклад в развитие отечественной науки, многолетнюю плодотворную деятельность и в связи с 300-летием со дня основания Российской академии наук[4].